# Gonzalo Lencina
Gonzalo Lencina (Alta Gracia, 18 ottobre 1997) è un calciatore argentino, attaccante del Deportes Tolima.

## Caratteristiche tecniche
È un centravanti.

## Carriera
Cresciuto nel settore giovanile del Belgrano, ha esordito in prima squadra il 17 marzo 2019 disputando l'incontro di Primera División perso 1-0 contro il Racing Club.